# Oligosoma nigriplantare
Espèce
Synonymes
- Lygosoma nigriplantare Peters, 1874
- Lygosoma dendyi Boulenger, 1902
- Leiolopisma turbotti Mccann, 1955
- Leiolopisma nigriplantare (Peters, 1874)

Oligosoma nigriplantare est une espèce de sauriens de la famille des Scincidae.

## Répartition
Cette espèce est endémique des Îles Chatham en Nouvelle-Zélande.

## Publication originale
- Peters, 1874 : Über neue Saurier (Spæriodactylus, Anolis, Phrynosoma, Tropidolepisma, Lygosoma, Ophioscincus) aus Centralamerica, Mexico und Australien. Monatsberichte der Königlichen Akademie der Wissenschaften zu Berlin, vol. 1873, p. 738-747 (texte intégral).